# Мерзляков В'ячеслав Іванович
В'ячесла́в Іва́нович Мерзляко́в (1885, Башкирія — 1974) — оперний співак, педагог з вокалу, музичний діяч. Член Музичного товариства імені Миколи Леонтовича. Заслужений вчитель України. Батько письменника Ігоря Костецького.

## Життєпис
Закінчив Музично-драматичну школу М. Лисенка (клас Олени Муравйової). Завдяки клопотанню Миколи Віталійовича Лисенка, В'ячеслав Мерзляков як бідний юнак мав можливість учитися безоплатно.
1911 року одружився з іншою ученицею школи Лисенка Наталією Валеріанівною Костецькою. 1913 року в них народився син Ігор, майбутній письменник.
Як співак мандрував з пересувною оперою, рідко навідуючись до Вінниці, де жила його сім'я: дружина Наталя з синами Ігорем і Андрієм.
Після 1924 року розлучився з дружиною і переїхав до Києва. Працював з Миколою Дмитровичем Леонтовичем у Головполітосвіті. Після загибелі композитора став членом Комітету його пам'яті і згодом членом Музичного товариства імені Миколи Леонтовича.
У 1920-х роках викладав у П'ятій професійній музичній школі імені М. Д. Леонтовича, в якій навчалися в основному діти робітників та селян. Серед інших викладачів школи були педагоги  Григорій Верьовка, Олена Муравйова.
Закінчив Київський музично-драматичний інститут імені М. В. Лисенка.
Довгі роки працював асистентом професора Київської консерваторії Олени Олександрівни Муравйової.
У 1944 році призначений художнім керівником Вінницької обласної філармонії.
З 1958 року викладав у Вінницькому музичному училищі імені М. Леонтовича. Серед його учнів — народний артист СРСР Анатолій Кочерга, заслужений артист УРСР Володимир Зарков.
В архіві Національної музичної академії ім. П. І. Чайковського зберігається афіша лекції-концерту, присвяченої пам'яті Миколи Леонтовича. Ця подія відбулася 25 лютого 1961 року за участю В. І. Мерзлякова, який розповів слухачам про свою спільну роботу і зустрічі з видатним композитором.
Завдяки його спогадам викладачеві музики Людмилі Мартиновій вдалось знайти й ініціювати упорядкування могили  композитора України.